# Gallia County
Gallia County är ett administrativt område i delstaten Ohio, USA. År 2010 hade countyt 30 934 invånare. Den administrativa huvudorten (county seat) är Gallipolis.

## Geografi
Enligt United States Census Bureau har countyt en total area på 1 220 km². 1 214 km² av den arean är land och 6 km² är vatten.

### Angränsande countyn
- Vinton County - nord
- Meigs County - nordost
- Mason County, West Virginia - öst
- Cabell County, West Virginia - syd
- Lawrence County - sydväst
- Jackson County - nordväst